# 小行星19470
小行星19470（19470 Wenpingchen，陳文屏小行星），臨時編號1998 HE52，是一顆位於小行星帶的小行星。於1998年4月30日由美國洛厄爾天文台近地小行星搜尋計畫發現。以現任教於台灣國立中央大學天文研究所的天文學家陳文屏命名。

## 外部連結
- 19470 Wenpingchen (1998 HE52) （页面存档备份，存于）

| 前一小行星： 小行星19469 | 小行星列表 | 後一小行星： 小行星19471 |